# Stylidium roseonanum
Stylidium roseonanum är en tvåhjärtbladig växtart som beskrevs av Carlq. Stylidium roseonanum ingår i släktet Stylidium och familjen Stylidiaceae. Inga underarter finns listade i Catalogue of Life.